# Chakachatna
La rivière Chakachatna est un cours d'eau d'Alaska, aux États-Unis situé dans le borough de la péninsule de Kenai. C'est un affluent de la rivière McArthur.

## Description
Longue de 36 milles (58 km), elle prend sa source dans le lac Chakachamna et coule en direction du sud-est jusqu'à la rivière McArthur, à 3 milles (5 km) au nord de la baie Trading et à 32 milles (51 km) au nord-ouest de Kenai dans la partie inférieure du golfe de Cook.
Son nom indien lui a été donné en 1929 par l'United States Geological Survey.

## Sources
- (en) « Chakachatna », Geographic Names Information System